# Archeologia cognitiva
L'archeologia cognitiva è una sub-branca o sub-disciplina dell'archeologia che si concentra sul pensiero delle antiche civiltà e sul loro simbolismo. 
Gli archeologi cognitivi studiano anche il ruolo che l'ideologia e differenti approcci organizzativi hanno avuto sui popoli antichi. Il modo in cui queste idee astratte si manifestano attraverso i resti che questi popoli hanno lasciato può essere indagato utilizzando approcci sviluppati in settori come la semiotica, la psicologia e in un senso più ampio la scienza. 
Gli esseri umani non agiscono solo sotto l'influenza dei loro sensi, ma anche attraverso le loro esperienze passate, come la loro educazione. Queste esperienze contribuiscono a creare una sorta di mappa cognitiva che guida ogni individuo. Gruppi di persone che vivono insieme tendono a sviluppare una visione comune del mondo, una specie di micro-cosmo che li contraddistingue.
Gli archeologi hanno sempre cercato di immaginare le motivazioni che spingevano un determinato popolo a costruire ad esempio una città in un luogo impervio piuttosto che in un altro più favorevole, ma i primi sforzi in questo campo sono stati poco strutturati e piuttosto speculativi. Con il passare del tempo questo approccio è diventato più scientifico, prestando attenzione anche al contesto, ai reperti archeologici e a tutte le interpretazioni possibili. 
Le interpretazioni di un manufatto, di sito archeologico o di un simbolo possono essere multiple e spesso difficilmente comunicabili, ma bisogna collocarle nel periodo in cui questo è stato fabbricato, nonché la tradizione culturale a cui si è ispirato. L'arte rupestre, ad esempio, non può e non deve essere inserita nel moderno senso di arte inteso come abbellimento o come status symbol come accadeva nelle corti medievalrinascimentali, ma come il prodotto di un rito propiziatorio per la caccia. È quindi evidente che anche la simbologia come la mentalità o il progresso si evolve costantemente nel corso dei decenni, dei secoli e dei millenni,
Alcuni archeologi come Lewis Binford hanno aspramente criticato l'archeologia cognitiva, affermando che le azioni di ogni singolo individuo sono uniche e non coadiuvate da un senso comune, e quindi imprevedibili e non comunicabili.